# The Dark Knight Rises (banda sonora)
The Dark Knight Rises: Music From The Motion Picture es la banda sonora de la película homónima: The Dark Knight Rises, de Christopher Nolan. Es la secuela de la banda sonora de The Dark Knight.

## Recepción
La banda sonora tuvo críticas mixtas.

## Lista de canciones
| -   |        |          |  |
| N.º | Título | Duración |  |

| Digital bonus tracks |        |          |  |
| N.º                  | Título | Duración |  |

| Enhanced CD bonus tracks |                                        |          |  |
| N.º                      | Título                                 | Duración |  |
| 16.                      | «Bombers Over Ibiza» (Junkie XL Remix) | 5:51     |  |
| 17.                      | «No Stone Unturned»                    | 7:29     |  |
| 18.                      | «Risen from Darkness»                  | 4:27     |  |

| Movie Tickets.com exclusive track |        |          |  |
| N.º                               | Título | Duración |  |

| Z+ App Origins Pack |               |          |  |
| N.º                 | Título        | Duración |  |
| 16.                 | «Wayne Manor» | 22:05    |  |
| 17.                 | «Bane»        | 19:45    |  |
| 18.                 | «Selina Kyle» | 5:41     |  |
| 19.                 | «Orphan»      | 4:51     |  |

## Music from and Inspired by The Dark Knight Rises
Forgotten-Spineshank
Powerless-Linkin Park
Beloved Freak-Garbage
Tomorrow-The Cranberries
Dentro L'anima-Nek
Deshi Basara-Hans Zimmer